# Bussy (Zwitserland)
Bussy is een plaats en voormalige gemeente in het district Broye van het kanton Fribourg in Zwitserland. Op 1 januari 2017 ging de gemeente op in de op die dag gevormde fusiegemeente Estavayer.

## Geografie
Bussy is een dorpje in de exclave van Estavayer-le-Lac. De gemeente Payerne in het kanton Vaud grenst aan Bossy. Het gebied is sterk veranderd door de aanleg van de verlenging van de snelweg A1.
- hoogste punt: 500 m
- laagste punt: 443 m

## Bevolking
De gemeente telt 483 inwoners. De mensen spreken hoofdzakelijk Frans. 85% van de bevolking is Rooms-Katholiek.

## Economie
De economie is verdeeld tussen de landbouwsector en de dienstverlening, bijna geen industrie.

## Geschiedenis
In de Middeleeuwen is Bussy verbonden met de heren van Estavayer. In 1809 werd het een vrije gemeente.